# Rudník (Miavai járás)
Rudník község Szlovákiában, a Trencséni kerületben, a Miavai járásban.

## Fekvése
Miavától 5 km-re keletre, a Miavai-dombvidék északi részén található.

## Története
A trianoni békeszerződésig területe Nyitra vármegye Miavai járásához tartozott.
1955-ben alapították úgy, hogy a több szétszórt házcsoportból álló települést Miava határából választották le. Lakói gyógyolajkészítéssel, szövéssel, hímzéssel, csipkeveréssel, faárukészítéssel foglalkoztak.

## Népessége
| Év:            | 1994. | 2004.    | 2014.   | 2024.   |
| -------------- | ----- | -------- | ------- | ------- |
| Emberek száma: | 872   | 728      | 798     | 838     |
| Eltérés:       |       | -16,51 % | +9,61 % | +5,01 % |

| Év:            | 2023. | 2024.   |
| -------------- | ----- | ------- |
| Emberek száma: | 845   | 838     |
| Eltérés:       |       | -0,82 % |

2001-ben 781 lakosából 761 szlovák volt.
2011-ben 796 lakosából 763 szlovák.

## Külső hivatkozások
- Hivatalos oldal
- Obce info.sk
- E-obce.sk Archiválva 2008. szeptember 17-i dátummal a Wayback Machine-ben
- Rudnik Szlovákia térképén